# Großmarkt Wien

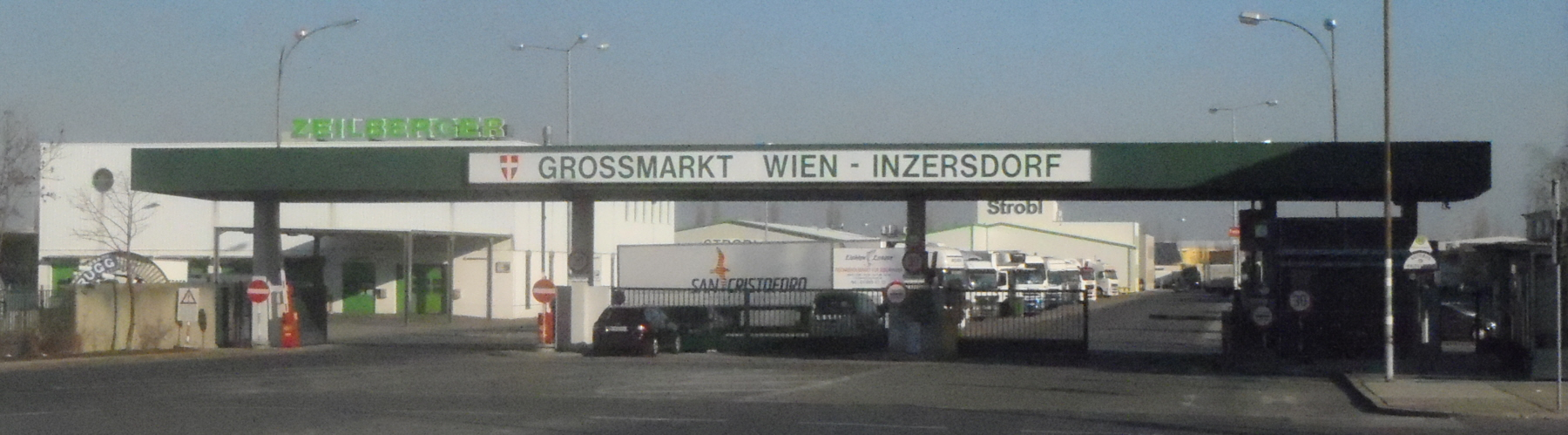
Haupteingang zum Großmarkt Wien

Der Großmarkt Wien, früher Großgrünmarkt Wien-Inzersdorf, ist der bedeutendste Großhandelsstandort für Lebensmittel und Blumen in Österreich für Wiederverkäufer und Verarbeiter im B2B-Bereich. Er wird verwaltet durch die Großmarkt Wien Betrieb GmbH.
Der Großmarkt Wien liegt im Blumental in Inzersdorf, einem Bezirksteil des 23. Wiener Gemeindebezirks Liesing. Der 1972 eröffnete Großmarkt ersetzte die Obst- und Gemüsemärkte westlich des Naschmarkts (für inländische Waren) und am Matzleinsdorfer Frachtenbahnhof (für ausländische Waren) sowie den Blumengroßmarkt in der Phorushalle auf der Wieden. 2007 übersiedelte zudem der Fleischmarkt von Sankt Marx auf den Großmarkt in Wien. Das Marktgelände erstreckt sich über eine Fläche von 30 Hektar. Bei der Haupteinfahrt an der Laxenburger Straße liegt die 10.000 Quadratmeter große Blumenhalle, wo 50 Prozent des Gesamtumschlags an Blumen in Österreich abgewickelt werden. Der Fleischgroßmarkt in der Nähe des Nordtors an der Heizwerkstraße ist 7000 Quadratmeter groß. Der Handel mit Obst und Gemüse, der 70 Prozent des Gesamtumschlags in Österreich umfasst, erfolgt in mehreren auf das Gelände verteilten Hallen, Standgruppen und Freiflächen.